# Damien Martinez
Damien Martinez (31 gennaio 2004) è un giocatore di football americano statunitense che milita nel ruolo di running back per i Seattle Seahawks della National Football League (NFL).

## Carriera universitaria
Nella sua prima stagione a Oregon State nel 2022, Martinez ebbe una partenza lenta nelle prime sette partite, correndo 340 yard e 2 touchdown su 57 possessi. Nell'ottava partita invece corse 178 yard e touchdown nella vittoria su Colorado, venendo premiato come debuttante della settimana della Pac-12 Conference. Ottenne lo stesso riconoscimento altre due volte per le sue prestazioni contro Arizona State (138 yard e 2 touchdown), e contro Oregon (103 yard corse). Chiuse la stagione con 982 yard corse e 7 touchdown, venendo premiato come debuttante dell'anno della Pac-12 e inserito nella formazione ideale della conference. College Football News lo premiò come Freshman All-American. L'anno seguente fu nuovamente inserito nella formazione ideale della Pac-12 dopo avere corso 1.185 yard e 9 touchdown.
Nel 2024 Martinez passò a giocare a Miami dove nell'unica stagione corse 1.002 yard e segnò 9 touchdown.

## Carriera professionistica

### Seattle Seahawks
Martinez fu scelto nel corso del settimo giro (223º assoluto) del Draft NFL 2025 dai Seattle Seahawks.